# Herbert Winter (Politiker)
Herbert Winter (* 5. Januar 1937 in Hamburg) ist ein Hamburger Politiker (CDU).

## Leben
Winter ist seit 1960 verheiratet. Er besuchte von 1943 bis 1952 die Schule. Von 1952 bis 1955 absolvierte er eine Ausbildung zum Fleischer. 1960 eröffnete er ein Fleischerfachgeschäft mit eigener Produktion. Vor der Handwerkskammer Hamburg legte er 1961 die Meisterprüfung ab. Seit 2000 ist er Rentner.

## Politik
Winter ist seit 1998 Mitglied der CDU. Von März 2006 bis 2008 war er Mitglied der Bürgerschaft der Freien und Hansestadt Hamburg. Sein Mandatsvorgänger war Christoph Ahlhaus. Als Landtagsabgeordneter ist er Mitglied des Rechts- und des Sozialausschusses sowie des Parlamentarischen Untersuchungsausschusses „Informationsweitergabe“.